# شهرستان یینگجیانگ
شهرستان یینگجیانگ (به لاتین: Yingjiang County) یک شهرستان‌های جمهوری خلق چین در چین است که در ولایت خودمختار دهونگ دای و جینگپو واقع شده‌است. شهرستان یینگجیانگ ۴٬۴۲۹ کیلومتر مربع مساحت و ۲۷۰٬۰۰۰ نفر جمعیت دارد.